# آكل العسل الأصحر المتوج
آكل العسل الأصحر المتوج (الاسم العلمي Gliciphila melanops)، طائر وحيد الجنس والنوع من العصفوريات وفصيلة آكلات العسل. موطنه الأصيل جنوب أستراليا.